# Atlantische woudreservaten van de Costa do Descobrimento
De Atlantische woudreservaten van de Costa do Descobrimento, in de staten Bahia en Espírito Santo, bestaan uit acht afzonderlijke beschermde gebieden, met een totale oppervlakte van 112.000 hectare bos. De bijbehorende Restinga-bostype is ook onderdeel van het werelderfgoed. De regenwouden van Brazilië aan de Atlantische kust hebben een rijke biodiversiteit. 
Een kalkstenen plateau bestrijkt een groot deel van het gebied. Sedimenten en zand uit de rivier vormen een onregelmatige kuststrook van zandvlaktes en duinen, die zich ophopen in grote rivierdalen. De hoogste formaties van de Costa do Descobrimento zijn de ronde heuvels met vulkanische oorsprong, die zijn geconcentreerd in het zuiden van de bossen. De bekendste berg is de Monte Pascoal. 
De regenwouden van Zuid-Bahia en het noorden van Espirito Santo worden beschouwd als de rijkste in termen van het aantal boomsoorten per hectare. Het vegetatietype is zeer divers, met voornamelijk tropische breedbladige bomen. 